# Santa Rosa de Río Primero
Santa Rosa de Río Primero is een plaats in het Argentijnse bestuurlijke gebied Río Primero in de provincie Córdoba. De plaats telt 6.788 inwoners.